# Innovationsfähigkeit
Innovationsfähigkeit ist die Fähigkeit von Individuen, Gruppen, Institutionen oder Netzwerken, kontinuierlich Innovationen hervorzubringen. Sie ergibt sich aus dem komplexen Zusammenspiel der Dimensionen Mensch, Organisation und Technik. Viele Unternehmen versuchen z. B. durch Innovations- und Wissensmanagement sowie Personal- und Organisationsentwicklung ihre Innovationsfähigkeit zu erhöhen, da diese starken Einfluss auf die internationale Wettbewerbsfähigkeit hat.

## Treiber von Innovationsfähigkeit

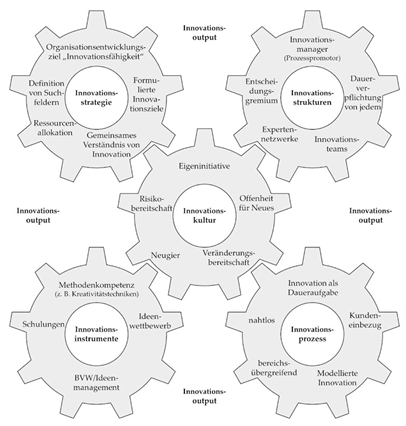
Abbildung aus Martin Kaschny: Innovationsmanagement im Mittelstand: Strategien, Implementierung; Praxisbeispiele, Wiesbaden 2015

Innovationsfähigkeit kann nach weit verbreiteter Auffassung nicht verordnet oder vorgeschrieben werden. Unterschiedliche Mittel oder Treiber können jedoch die Innovationsfähigkeit fördern und das Auftreten von Innovationen wahrscheinlicher machen. Mögliche Treiber von Innovationsfähigkeit sind:
Kontinuierliche Kompetenzentwicklung
Unternehmen müssen bei allen Beschäftigten einen Prozess der systematischen und lebenslangen Kompetenzentwicklung unterstützen. Zusätzlich muss aufgrund des Ausscheidens älterer Mitarbeiter langjähriges Erfahrungswissen frühzeitig gesichert und an neue Mitarbeiter weitergegeben werden. An die Stelle der einmaligen Berufsqualifikation tritt deshalb ein lebenslanges Lernen im Prozess der Arbeit, durch welches das Wissen und die Fähigkeit dieses anzuwenden, ständig angepasst und erweitert werden können.
Ganzheitliches Innovationsmanagement
Gutes Management ist bei Innovationen genauso relevant wie in allen anderen Bereichen der Unternehmensführung. Nur, wenn die Führungsriege signalisiert, dass sie für Ideen und Kreativität offen ist und in Neuerungen investieren will, kann das Innovationspotential des gesamten Unternehmens ganzheitlich ausgeschöpft werden. Der Erfolg oder Misserfolg von Innovationsvorhaben hängt damit davon ab, welchen Stellenwert das Management dem Innovationsgeschehen tatsächlich beimisst.
Work-Life-Balance
Maßnahmen zur Etablierung und kontinuierlichen Aufrechterhaltung einer Balance zwischen Arbeits- und Privatleben gelten als zentrale Instrumente um die Innovationsfähigkeit von Unternehmen nachhaltig zu sichern. Unternehmen stehen damit vor der Herausforderung, Konzepte für eine generationenspezifische und individuell angepasste Work-Life-Balance zu entwickeln, mit deren Hilfe für die unterschiedlichen Phasen des Berufslebens passfähige Arbeitszeitmodelle entwickelt und praktiziert werden können.
Innovative Formen der Arbeitsorganisation
Damit Unternehmen und Menschen weiterhin motiviert, handlungs- und vor allem innovationsfähig bleiben, bedarf es umfassender Modifikationen der Arbeitsorganisation, die auf die Nutzung und Förderung des Humankapitals ausgerichtet sind. Vor diesem Hintergrund müssen Unternehmen innovative Formen der Arbeitsgestaltung einführen, die Freiräume zum Lernen eröffnen (z. B. Teamlernen) und Möglichkeiten zulassen, Fähigkeiten zu entfalten (z. B. Teamarbeit).
Management von Ungewissheit
Effiziente Strategien zur Bewältigung von Unsicherheit gehen auf subjektives Erfahrungswissen und weiteres implizites Wissen zurück. Daraus ergibt sich ein Lern- und Wissensbedarf, der aufgrund seiner Spezifik und Aktualität nur über das Lernen im Prozess der Arbeit erworben werden kann. Für Unternehmen wird der Schritt zur kontinuierlich lernenden Organisation damit zur Grundvoraussetzung, um in einer ungewissen und unvorhersagbaren Zukunft konkurrenz- und innovationsfähig zu bleiben.
Gesundheitsmanagement
Betriebliches Gesundheitsmanagement ist ein wichtiger Wettbewerbsfaktor, da es die Gesundheit, Zufriedenheit und Motivation der Mitarbeiter als strategische Faktoren in das Leitbild, die Kultur sowie die Strukturen und Prozesse eines Unternehmens einbezieht. Neben verschiedenen betrieblichen Angeboten, die auf die Linderung körperlicher Beschwerden abzielen, müssen ebenso Angebote zur Behandlung psychischer Probleme, auf die viele langfristige gesundheitliche Probleme zurückzuführen sind, in das betriebliche Gesundheitsmanagement integriert werden.
Förderung sozialer und organisationaler Innovationen
Die Förderung sozialer und organisationaler Innovationen hat einen enormen Einfluss auf Produktivität, Innovationsfähigkeit und Gelingenswahrscheinlichkeit technischer Innovationen. Unter sozialen Innovationen werden von bestimmten Akteuren ausgehende intentionale, zielgerichtete Neukonfigurationen sozialer Praktiken verstanden, mit dem Ziel, Probleme oder Bedürfnisse besser zu lösen oder zu befriedigen als bisher durch etablierte Praktiken möglich ist. Organisationale Innovationen sind hingegen auf erfolgreiche strukturelle, prozessuale oder humanorientiere Neuerungen der Modifikationen innerhalb von Organisationen bezogen.
Lernfreundliches Unternehmensklima
Unternehmen müssen zu einem gewissen Maß tolerant gegenüber Fehlern und Regelverletzungen sein. Denn Innovation entsteht vor allem dann, wenn traditionelle Vorgehensweisen verlassen und neue Dinge erprobt werden. Wichtig ist hierfür auch, dass Mitarbeiter an Entscheidungsprozessen beteiligt werden. Es muss davon ausgegangen werden, dass in jedem Mitarbeiter Potenziale stecken, die dem Unternehmen zugutekommen können.
Verkürzung der Informationswege
Wissen kann einfacher und schneller weitergegeben werden, wenn unnötige Bürokratievorgänge abgeschafft werden. Flache Hierarchien bieten darüber hinaus die Möglichkeit, Mitarbeitern Verantwortung zu übergeben und zu Eigeninitiative anzuregen.
Diversity
Das Stichwort Diversity- oder Vielfaltsmanagement bedeutet aus unternehmerischer Sicht die Integration der individuellen Verschiedenheit der Mitarbeiter, sowie deren Hervorhebung im Sinne einer positiven Wertschätzung und den Versuch, sie für den Unternehmenserfolg  nutzbar zu machen. Durch den Austausch von unterschiedlichem Wissen, Können und somit unterschiedliche Perspektiven der Mitarbeiter können neue Ideen entstehen. Auch wenn zunächst Widersprüche auftreten, kann das Ergebnis fruchtbar sein. Diversity meint jedoch auch, Arbeitsaufträge und Methoden für Mitarbeiter vielfältig und abwechslungsreich zu gestalten.
Marktkenntnis
Informationen über Kundenbedürfnisse und Veränderungen am Markt sollten kontinuierlich eingeholt werden, um permanente Kundennähe gewährleisten zu können. Außerdem ist es innovationsförderlich, Kunden in die Arbeit und die Innovationsprozesse des Unternehmens direkt einzubeziehen.
Entwicklung von erfolgreichen Routinen und Ritualen
Obwohl es nötig ist, ineffiziente Routinen zu überwinden, ist es ebenso wichtig, Gewohnheiten zu bewahren, die sich in der Vergangenheit als effektiv erwiesen haben. Unternehmen sollten sich auf Kernkompetenzen besinnen und eine gemeinsame realistische Vision und Identität entwickeln. Dies erhält gesunde Strukturen innerhalb des Unternehmens und trägt somit zur Nachhaltigkeit bei – ein Faktor, der im Innovationsprozess eine große Rolle spielt.
Um die Entwicklung von Innovationsfähigkeit in Unternehmen zu begünstigen, ist ein Zusammenspiel dieser und anderer unterschiedlicher Merkmale des Innovationsmanagements notwendig.

## Sozio-ökonomische Bedeutung
Innovationsfähigkeit ist ein wichtiger Faktor für Wachstum und Beschäftigung. Innovationsfähige Unternehmen sind wettbewerbsfähiger und können so zur Schaffung bzw. Erhaltung von Arbeitsplätzen beitragen. Somit hat Innovationsfähigkeit auch Einfluss auf das Wohlstandsniveau einer Gesellschaft. Um Menschen an Innovationsprozessen zu beteiligen und ihre Potenziale optimal zu nutzen, werden sie in innovationsfähigen Unternehmen in ihren persönlichen Kompetenzen gefördert. Eine menschengerechte Arbeitsgestaltung gilt ebenfalls als entscheidender Faktor für die langfristige Nachhaltigkeit eines Unternehmens.

## Politische Bedeutung für Deutschland und Europa
Die Politik entwirft Rahmenbedingungen, unter denen Individuen, Gruppen, Organisationen und Netzwerke befähigt werden, kontinuierlich eine hohe Zahl an Innovationen hervorzubringen. Mit dem Projekt „Hightech-Strategie“ fördert die Bundesregierung die Innovationsfähigkeit des Standorts Deutschland. Von 2006 bis 2009 flossen 14,6 Milliarden Euro in 17 Zukunftsfelder und damit verbundene Querschnittsaktivitäten. Themen sind beispielsweise Biotechnologie, Energieforschung, aber auch menschengerechte Arbeitsgestaltung. Die Hightech-Strategie für Deutschland zielt insbesondere auf eine stärkere Vernetzung von Wissenschaft, Wirtschaft und Politik. Dabei sollen Transferwege geschaffen werden, die eine effiziente Umwandlung von wissenschaftlichen Erkenntnissen und Ideen in marktfähige Produkte ermöglichen.
Das BMBF-Förderprogramm „Arbeiten – Lernen – Kompetenzen Entwickeln. Innovationsfähigkeit in einer modernen Arbeitswelt“ hat als Teil der Hightech-Strategie zum Ziel, praxisrelevante Ergebnisse aus der Vernetzung von Arbeits-, Lern- und Kompetenzforschung zur Steigerung der Innovationsfähigkeit in Deutschland nutzbar zu machen. Auf europäischer Ebene leistet das Programm einen Beitrag zur Erfüllung der in der Lissabon-Strategie geforderten Entwicklung der EU zum wettbewerbsfähigsten und dynamischsten wissensbasierten Wirtschaftsraum der Welt.

## Operationalisierung von Innovationsfähigkeit
Die Einflussfaktoren von Innovationsfähigkeit sind äußerst komplex. Bisher existiert keine allgemein anerkannte empirische Grundlage zur Operationalisierung von Innovationsfähigkeit. Allgemein anerkannt ist, dass Innovationen der entscheidende Faktor sind, um internationale Wettbewerbsfähigkeit und Wohlstand sicherzustellen. Deshalb existiert international das Bestreben, die Innovationsfähigkeit der eigenen Volkswirtschaft zu beurteilen.

### Innovationsindikator Deutschland
Der Innovationsindikator ist eine Kooperation von acatech – Deutsche Akademie der Technikwissenschaften und dem Bundesverband der Deutschen Industrie (BDI). Er wurde vom BDI gemeinsam mit der Deutsche Telekom Stiftung initiiert, bevor 2015 acatech Kooperationspartnerin wurde.
Der jährlich erscheinende Innovationsindikator ist eine vergleichende Studie zur Innovationsstärke. Er erfasst die Innovationsbedingungen am Wirtschaftsstandort Deutschland und vergleicht sie in einem Ranking in den Bereichen Wirtschaft, Wissenschaft, Bildung, Staat und Gesellschaft sowie in einem Gesamtindikator mit den weltweit führenden Industrieländern und aufstrebenden Staaten.
Die Studie wird vom Fraunhofer-Institut für System- und Innovationsforschung (ISI) in Zusammenarbeit mit dem Zentrum für Europäische Wirtschaftsforschung (ZEW) erstellt.

#### Zentrale Ergebnisse 2015
- Deutschland verkürzt im internationalen Innovationswettbewerb den Abstand zum Spitzenreiter Schweiz und liegt auf dem fünften Platz.

- Insgesamt rückt die Spitzengruppe enger zusammen, während Frankreich und China den Anschluss verlieren.

- Zu Deutschlands Stärken gehören Hightech-Exporte, technologiebasierte Neuerungen sowie die Kooperation von Wissenschaft und Wirtschaft.

- Das Bildungssystem bleibt trotz erkennbarer Fortschritte eine Schwäche.

- Zu einem Risiko entwickelt sich der Fachkräftemangel: Das Interesse an technischen Berufen nimmt weiter ab.

- Fast jeder zweite Hidden Champion weltweit kommt aus Deutschland. Insgesamt jedoch spielen KMU eine nachrangige Rolle im hiesigen Innovationssystem.

- Nur 16 Prozent der Mittel für Forschung und Entwicklung aus der Wirtschaft investieren KMU, ein unterdurchschnittlicher Wert. In Südkorea beispielsweise sind es 27 Prozent.

- Trotz vieler Hidden Champions in Deutschland spielen deshalb kleine und mittlere Unternehmen (KMU) eine nachrangige Rolle im hiesigen Innovationssystem.

- Nur jedes zweite KMU leistet sich eine formale Forschung und Entwicklung im eigenen Haus.

- Auf KMU ausgerichtete Förderprogramme sehen die Studienautoren als wirksamer Hebel: KMU brauchen bessere Zugänge zu Förderprogrammen, ausländischen Fachkräften und digitalen Ökosystemen nach dem Prinzip „Easy Access“.

### Top 100
Ein weiteres Beispiel zur Messung der Innovationsfähigkeit mittelständischer Unternehmen liefert das Benchmarking-Projekt TOP 100 unter der Schirmherrschaft von Ranga Yogeshwar. Dieses Verfahren, welches von der compamedia GmbH unter der wissenschaftlichen Leitung von Nikolaus Franke, Professor für Entrepreneurship und Innovation der Wirtschaftsuniversität Wien erhoben wird, ermittelt in einem bundesweiten und branchenübergreifenden Rahmen diejenigen Unternehmen, die über hervorragende Innovationsprozesse verfügen. Es gibt drei Größenklassen, in denen sich die Unternehmen qualifizieren können.
Das Erhebungsverfahren zur Qualifizierung für die TOP 100 ist gebührenpflichtig und wird mittels eines qualitativen Bewerbungsmodus realisiert.
Das Messverfahren wird mit Hilfe von über 100 verschiedenen Input-, Prozess- und Outputindikatoren durchgeführt.
Bewertungskategorien im Hinblick auf die der Erhebung inhärente Potenzialanalyse (Analyse zukünftiger Innovationspotenziale) sind:
- Innovationsförderndes Top-Management
- Innovationsklima
- Innovative Prozesse und Organisation
- Innovationsmarketing
- Innovationserfolg

Neben der Potenzialanalyse, die als Indikator des zukünftigen Erfolges dient, liefert das TOP-100-Verfahren weiterhin eine Diagnose des gegenwärtigen unternehmerischen Innovationserfolges durch einen Benchmarking-Bericht, der sich aus der vorherigen Unternehmensanalyse ergibt und von Nikolaus Franke erstellt wird.

## Innovationsfähigkeitsforschung
Das traditionelle Verständnis von Innovationen ist produkt-, technik- und marktorientiert. Erst im aktuellen Wandel des deutschen Wirtschaftssystems der Wissens- und Dienstleistungsgesellschaft etabliert sich ein ganzheitliches Innovationsverständnis, das neben technischen Aspekten verstärkt die menschlichen, sozialen und organisationalen Merkmale von Innovationen fokussiert.
Vor diesem Hintergrund entwickelt sich mit der Innovationsfähigkeitsforschung ein interdisziplinärer Wissenschaftszweig, der kompetente Menschen und wandlungsfähige Unternehmen als entscheidende Enabler von Innovationen identifizieren konnte und ihren Einfluss in systemisch begrenzten Innovationsprozessen untersucht. Statt der Erforschung neuer Technologien geht es hier um die Erforschung der Bedingungen innovativer Arbeits- und Lernwelten. So sucht die Innovationsfähigkeitsforschung beispielsweise nach neuen Formen der Arbeitsorganisation, Merkmalen innovativer Unternehmenskulturen oder adäquaten Persönlichkeitskompetenzen in immer flexibleren Arbeitsverhältnissen. Mit der Betonung der Innovationsfähigkeit erhalten die sogenannten „weichen Faktoren“ in Wertschöpfungsprozessen eine verstärkte Beachtung und erhöhte Wertigkeit. Das wirtschaftliche Handeln zielt dann nicht mehr allein auf kurzfristige monetäre Gewinne, sondern orientiert sich an Nachhaltigkeit und wird damit um menschliche und soziale Aspekte erweitert. Die Innovationsfähigkeitsforschung befindet sich derzeit in der Entwicklungsphase. Neben der Arbeits- und Lernforschung sind weitere Bereiche der Soziologie, Psychologie und Pädagogik sowie vermehrt auch Betriebs- und Volkswirtschaftler, Personalentwickler und Ingenieure an der Ausbildung einer Forschungsgemeinschaft beteiligt. Die Interdisziplinarität ist von fundamentaler Bedeutung für die Innovationsfähigkeitsforschung und hilft neue Ideen zu generieren. Das Buchprojekt „Enabling Innovation“, welches im Rahmen des vom Bundesministerium für Bildung und Forschung (BMBF) und dem Europäischen Sozialfonds (ESF) geförderten Projekts „International Monitoring“ herausgegeben wurde, bietet genau dieses Forum für interdisziplinäre und internationale Experten aus Wissenschaft, Wirtschaft und Politik und gibt eine praxisnahe Einsicht in das Thema Innovationsfähigkeit.